# 阴唇黏合
阴唇黏合、阴唇黏连，是一类外阴发育不良，女性大阴唇出现黏合症状。
临床上通常会把婴幼儿阴唇黏连误诊为先天性畸形，然而它常由外阴、阴道炎引起，也可能找不到明确的致病因素。患儿常有不全性尿路阻塞。检查时两阴唇之间有一细纵条形皮肤褶皱，褶皱处用血管钳轻轻分离即可分开。